# بترا للصناعات الهندسية
بترا للصناعات الهندسية هي شركة صناعية مقرّها في مدينة عمّان في الأردن، تختص في أنظمة التهوية والتدفئة وتكييف الهواء، أُسست الشركة عام 1987، وتصدّر منتجاتها إلى أكثر من 40 شركة حول العالم. تمكّنت الشركة من تصدير منتجاتها إلى عدد كبير من المواقع في الولايات المتحدة، بما فيها ناسا.